# Cristiana Dell'Anna
Cristiana Dell'Anna (Nápoles, 24 de agosto de 1985) es una actriz de cine, teatro y televisión italiana.

## Vida y carrera
Nacida en Nápoles, hija de un médico y una profesora, Dell'Anna creció entre Castel Volturno y Giugliano de Campania. Estudió en el Drama Studio London y en la Guildhall School of Music and Drama.
Después de algunos papeles menores, Dell'Anna tuvo su gran éxito en 2012, cuando interpretó a las gemelas Micaela y Manuela Cirillo en la telenovela de Rai 3 Un posto al sole. En 2015 consiguió su papel más conocido, Patrizia Santore en la serie policial Gomorra.
Por su actuación en Aquí me río yo de Mario Martone, obtuvo una nominación al David de Donatello como mejor actriz de reparto.
Casada con el también napolitano Emanuele Scamardella, los dos viven en Santa Fiora.

## Filmografía

### Cine
- Moths - cortometraje, de Rose Glass (2010)
- Godless Nights - cortometraje, de Ian Roderick Gray y Gavin Hal (2012)
- A Perfect Day for Cake - cortometraje, de Carolina Petro (2013)
- Third Contact, de Simon Horrocks (2013)
- A World For Her - cortometraje, de Carolina Petro (2015)
- Mister Felicità, de Alessandro Siani (2017)
- Everywhere, Vicente - cortometraje, de Melissa Advani y Ben Galpin (2015)
- Tensione superficiale, de Giovanni Aloi (2019)
- Aquí me río yo (Qui rido io), de Mario Martone (2021)
- Fue la mano de Dios (È stata la mano di Dio), regia di Paolo Sorrentino (2021)
- En la Toscana (Toscana), de Mehdi Avaz (2022)
- Piove, de Paolo Strippoli (2022)
- Mixed by Erry, de Sydney Sibilia (2023)
- Una mujer italiana (Cabrini), de Alejandro Monteverde (2023)
- Una storia nera, de Leonardo D'Agostini (2023)

### Televisión
- Un posto al sole - serial televisivo, varios directores (2012-2016)
- Pini - serie de televisión, 1 episodio, de Tomer Barzide (2012)
- Un posto al sole coi fiocchi - telefilme, de Fabio Sabbioni (2013)
- Gomorra - serie de televisión, 32 episodios, varios directores (2016-2019)
- Rocco Chinnici - telefilme, de Michele Soavi (2018)
- De puntillas (In punta di piedi) - telefilme, de Alessandro D'Alatri (2018)
- Trust - serie de televisión, 3 episodios (2018)

## Premios y distinciones
David de Donatello
| Año  | Categoría               | Película       | Resultado |
| ---- | ----------------------- | -------------- | --------- |
| 2022 | Mejor actriz de reparto | Aquí me río yo | Candidata |

Ciak d'oro
| Año  | Categoría               | Película       | Resultado |
| ---- | ----------------------- | -------------- | --------- |
| 2021 | Mejor actriz de reparto | Aquí me río yo | Candidata |